# نام‌گذاری آیوپاک
نام‌گذاری آیوپاک نظامی است که زیر نظر اتحادیه بین‌المللی شیمی محض و کاربردی به نام‌گذاری مواد شیمیایی می‌پردازد. برای ابداع یک سیستم نام‌گذاری که جوابگوی حتی پیچیده‌ترین ترکیبات باشد، کمیته‌ها و کمیسیون‌های مختلفی به نمایندگی از طرف شیمی‌دانان از سال ۱۹۸۲ هر از چندگاهی تشکیل جلسه داده‌است. در وضعیت قبلی، سیستم آیوپاک (اتحادیه بین‌المللی شیمی نظری و کاربردی) سیستمی است که مورد تأیید قرار گرفته‌است. از آن‌جا که این سیستم شیوهٔ یکسانی را برای تمام خانواده‌های ترکیبات آلی اعمال می‌کند، آن را به‌طور مفصل برای آلکان‌ها بررسی می‌کنیم.
قواعد اصلی سیستم آیوپاک به قرار زیرند:
1. طولانی‌ترین زنجیر مستقیم را به عنوان ساختمان اصلی انتخاب می‌کنیم، و ترکیب را به عنوان مشتقی از این ساختمان در نظر می‌گیریم که در آن جایگزینی هیدروژن توسط گروه‌های آلکیل صورت گرفته‌است. ایزوبوتان (I) را می‌توان نتیجهٔ جایگزینی یک اتم هیدروژن پروپان به وسیلهٔ یک گروه متیل در نظر گرفت و بنابراین می‌توان آن را متیل پروپان نامید.
2. جایی که لازم باشد، همچون در ایزومرهای متیل پنتان (III,II)، شماره کربنی که گروه آلکیل به آن متصل است ذکر می‌گردد.
3. در شماره‌گذاری زنجیر کربن اصلی، از انتهایی شروع می‌کنیم که منتج به استفاده از کمترین رقم گردد، بنابراین II را به جای ۴ – متیل پنتان، ۲- متیل پنتان می‌نامیم.
4. اگر یک گروه آلکیل بیش از یک بار، به عنوان شاخه، بر روی زنجیر ظاهر شود. آن‌ها را به وسیله پیشوند دی، تری، تترا و غیره که نشان دهنده تعداد گروه‌های آلکیل است، مشخص می‌کنند و موقعیت هر گروه، همانند ۴٬۲٬۲- تری متیل پنتان (IV)، به وسیله عدد نشان می‌دهند.
5. اگر چندین گروه آلکیل مختلف متصل به زنجیر اصلی باشند، آن‌ها را به ترتیب حروف الفباء نام می‌بریم؛ مانند ۳٬۳- دی‌اتیل - ۵-ایزوپروپیل – ۴-متیل اکتان (V). (توجه کنید که ایزوپروپیل قبل از متیل می‌آید. به هر حال یک دی‌متیل بعد از اتیل یا دی‌اتیل می‌آید)

قواعد و قراردادهای اضافی برای نام‌گذاری آلکان‌های خیلی پیچیده‌تر وجود دارند، اما پنج قاعده اصلی ذکر شده در این‌جا برای ترکیباتی که ما با آن‌ها برخورد می‌کنیم کافی هستند.
آلکیل‌هالیدها که اغلب در شیمی آلکان‌ها ظاهر می‌شوند هالوآلکان نامیده می‌شوند؛ یعنی هالوژن به عنوان یک زنجیر جانبی در نظر گرفته می‌شود. در ابتدا نام آلکان را بدون توجه به حضور هالوژن ذکر کرده، سپس فلوئورو، کلرو، برمو، یا یدو را همراه با اعداد و پیشوندهای لازم اضافه می‌کنیم. نام دیگر پیریدین:o-استیل سالیسیلیک اسید هست.